# Tour d'Italie 2014
Le Tour d'Italie 2014 est la 97e édition du Tour d'Italie, qui s'est déroulée du 9 mai au 1er juin 2014. Il s'agit de la 15e épreuve de l'UCI World Tour 2014. Le départ de l'épreuve est donné à Belfast en Irlande, ainsi un jour de repos supplémentaire est prévu pour le transfert vers l'Italie. Pour compenser cela, le Giro part exceptionnellement un vendredi. Vainqueur de l'étape-reine et du chrono en côte, le Colombien Nairo Quintana (Movistar) remporte ce Tour d'Italie, son premier grand tour, et le classement du meilleur jeune. Gagnant du contre-la-montre et porteur du maillot rose, son compatriote Rigoberto Urán (Omega Pharma-Quick Step) est deuxième pour la seconde année consécutive, tandis que l'Italien Fabio Aru (Astana), lui aussi vainqueur d'une étape, complète le podium. Grâce notamment à ses trois victoires d'étapes, le Français Nacer Bouhanni (FDJ.fr) s'adjuge le maillot rouge. Un autre Colombien Julián Arredondo (Trek Factory Racing) repart avec le maillot bleu et une étape. L'équipe française AG2R La Mondiale place trois coureurs dans le Top 20 (Domenico Pozzovivo est cinquième, Alexis Vuillermoz onzième et Hubert Dupont seizième) et est la meilleure équipe au temps, alors que la formation belge Omega Pharma-Quick Step s'impose dans le classement par équipe aux points.

## Présentation

### Parcours
Le Tour d'Italie 2014 démarre en Irlande, par un contre-la-montre par équipes de 21,7 km autour de Belfast. Les deux étapes suivantes sont des étapes de plaine, avec des arrivées à Belfast et Dublin. Le lendemain, le premier jour de repos sera consacré au transfert vers l'Italie.
Après une étape de plaine, une étape de moyenne montagne, avec une arrivée au sommet à Viggiano, a lieu, suivie d'une étape longue de 247 km avec une arrivée en côte, à Montecassino. L'étape suivante est vallonnée, mais le sommet de la dernière côte est à plus de 40 km de l'arrivée. Les deux premières étapes de montagne sont ensuite au programme, avec l'enchaînement de 3 cols, dont la montée finale vers Montecopiolo, lors de la 8e étape, puis une arrivée au sommet à Stetola précédée de 2 cols.
S'ensuivront le 2e jour de repos, une étape de plaine et une étape de 249 km dont le final est marqué par l'ascension du Naso di Gato et sa descente jusqu'à l'arrivée. Les coureurs disputent alors un contre-la-montre de 46,4 km, puis une étape de plaine.
La 14e étape comporte 4 ascensions répertoriées, avec notamment l'enchaînement de l'Alpe Noveis, du Bielmonte et de la montée finale vers Oropa. L'étape suivante est plate jusqu'à la montée finale, le Plan di Montecampione. Après un jour de repos, la 16e étape est la même que la 19e étape de l'édition précédente, annulée pour cause de neige, avec le Passo Gavia, le Stelvio (Cima Coppi) et la montée finale vers Val Martello. Les coureurs disputent ensuite une étape de plaine, avant une étape avec 3 cols dont la montée finale vers le Refuge Panarotta, un chrono en côte sur les pentes de la Cima Grappa et une arrivée sur les terribles pentes du Monte Zoncolan (10,1 km à 11,9 % avec des pointes à 22 %). La course se termine par une étape de plaine, qui arrive à Trieste,.
Le parcours est ainsi assez classique, avec un contre-la-montre par équipes inaugural, un contre-la-montre individuel pas facile à mi-course, un chrono en côte et une dernière semaine très difficile. Cependant, un seul col célèbre verra une arrivée au sommet, le Zoncolan, et les grandes villes italiennes seront évitées. Pour les coureurs, ce Tour d'Italie propose un parcours « bien équilibré, qui avantagera les grimpeurs », où « le contre-la-montre et les arrivées au sommet se compensent », « équilibré qui devrait avantager les coureurs réguliers en montagne » et « très beau, mais aussi et surtout très dur ». Enfin, Nicolas Roche n'a participé au Giro que lors de l'édition 2007, pour sa première saison professionnelle, mais trouve « vraiment excitant » le départ d'Irlande.

### Équipes
En tant qu'épreuve World Tour, les 18 équipes de la division participent à la course. L'équipe Androni Giocattoli-Venezuela, vainqueur en 2013 de la coupe d'Italie de cyclisme sur route, est automatiquement invitée pour la course. Le jeudi 16 janvier 2014, les organisateurs annoncent les équipes sélectionnées, sans surprises, ils ont fait la part belle aux équipes transalpines : Bardiani CSF, Yellow Fluo devenu en mars Neri Sottoli, malgré les contrôles positifs sur l'édition 2013 de Danilo Di Luca et Mauro Santambrogio, et Colombia, soit les quatre même invitations qu'en 2013. Les équipes qui avaient également leurs chances sont les MTN-Qhubeka de Gerald Ciolek, vainqueur la saison passée de Milan-San Remo, la formation suisse IAM, qui a recruté Sylvain Chavanel et Mathias Frank, et NetApp-Endura, ces deux dernières devraient néanmoins faire au moins un autre grand Tour. Luca Scinto, le manager de l'équipe Neri Sottoli (ex Yellow Fluo), se dit « très heureux » de cette invitation, soulignant qu'il s'agit d'« une nouvelle équipe, [repartie] de zéro ». De son côté, RCS Sport justifie son choix par « le souhait de soutenir le cyclisme italien en cette période », tout en rappelant que l'ouverture à l'international se poursuit avec le départ en Irlande et que les autres courses World Tour de RCS Sport ont invité de nombreuses équipes non italiennes.
| Nom de l'équipe         | Pays        | Code |
| ----------------------- | ----------- | ---- |
| AG2R La Mondiale        | France      | ALM  |
| Astana                  | Kazakhstan  | AST  |
| Belkin                  | Pays-Bas    | BEL  |
| BMC Racing              | États-Unis  | BMC  |
| Cannondale              | Italie      | CAN  |
| Europcar                | France      | EUC  |
| FDJ.fr                  | France      | FDJ  |
| Garmin-Sharp            | États-Unis  | GRS  |
| Giant-Shimano           | Pays-Bas    | GIA  |
| Katusha                 | Russie      | KAT  |
| Lampre-Merida           | Italie      | LAM  |
| Lotto-Belisol           | Belgique    | LTB  |
| Movistar                | Espagne     | MOV  |
| Omega Pharma-Quick Step | Belgique    | OPQ  |
| Orica-GreenEDGE         | Australie   | OGE  |
| Sky                     | Royaume-Uni | SKY  |
| Tinkoff-Saxo            | Russie      | TCS  |
| Trek Factory Racing     | États-Unis  | TFR  |

| Nom de l'équipe              | Pays     | Code |
| ---------------------------- | -------- | ---- |
| Androni Giocattoli-Venezuela | Italie   | AND  |
| Bardiani CSF                 | Italie   | BAR  |
| Colombia                     | Colombie | COL  |
| Neri Sottoli                 | Italie   | NRI  |

### Coureurs

#### Hommage
Le dossard 108 est retiré pour la troisième année consécutive en hommage au Belge Wouter Weylandt décédé sur les routes du Tour d'Italie 2011 avec ce même dossard,.

#### Favoris pour le classement général
En l'absence du tenant du titre Vincenzo Nibali, les deux principaux favoris sont Nairo Quintana (Movistar) et Joaquim Rodríguez (Katusha). Quintana est un excellent grimpeur et sera très bien entouré, cependant il sera pour la première fois leader d'un Grand Tour. Sa dernière course remonte au Tour de Catalogne fin mars, il risque donc de manquer de rythme dans la première partie de l'épreuve, néanmoins le parcours se prête à une montée en puissance tout au long de la course. Rodriguez, très souvent placé mais jamais vainqueur sur les Grands Tours, misera, malgré sa chute sur l'Amstel Gold Race, sur sa fraîcheur, son expérience et ses qualités de grimpeur-puncheur pour battre Quintana. Les 2 dauphins de Nibali l'an passé, Rigoberto Urán (Omega Pharma-Quick Step), désormais leader unique d'une équipe qui n'est pas habituée à viser la victoire finale d'une Grand Tour, et Cadel Evans (BMC Racing), auteur d'un très bon début de saison et qui cette fois a axé sa saison sur le Giro, font eux aussi partie des favoris.
Ryder Hesjedal (Garmin-Sharp), vainqueur en 2012, ainsi que les irlandais Daniel Martin (Garmin-Sharp) et Nicolas Roche sont également candidats à un bon classement général,. Du côté italien, les chances reposent sur les anciens vainqueurs Michele Scarponi (Astana), Damiano Cunego (Lampre-Merida) et Ivan Basso (Cannondale), les équipes des 2 premiers pouvant également miser sur Fabio Aru et Diego Ulissi. Domenico Pozzovivo (AG2R La Mondiale), dans le Top 10 des deux derniers Tour d'Italie et 6e du Tour d'Espagne 2013, cherchera à faire encore mieux. Franco Pellizotti (Androni Giocattoli-Venezuela) espère aussi jouer la victoire finale. Rafał Majka (Saxo-Tinkoff), 7e du classement général et 2e de celui du meilleur jeune en 2013, Pierre Rolland, Stefano Pirazzi (Bardiani-CSF), meilleur grimpeur en 2013, Przemysław Niemiec, Winner Anacona (Lampre-Merida), Robert Kišerlovski, Julián Arredondo (Trek), Fabio Duarte (Colombia) comptent également parmi les coureurs attendus en montagne,,,.

#### Sprinteurs
Marcel Kittel (Giant-Shimano), vainqueur de 4 étapes sur le Tour de France 2013, Nacer Bouhanni (FDJ.fr) et Elia Viviani (Cannondale), seront les principaux favoris des sprints. Seront présents également Michael Matthews (Orica-GreenEDGE), double vainqueur d'étapes sur le Tour d'Espagne 2013, ainsi que Francisco Ventoso (Movistar), Roberto Ferrari (Lampre-Merida), Alessandro Petacchi (Omega Pharma-Quick Step), Tyler Farrar (Garmin-Sharp) tous anciens vainqueurs d'étape sur le Giro. On peut également citer Luka Mezgec (Giant-Shimano), Davide Appollonio (AG2R La Mondiale) et Ben Swift (Sky).

#### Favoris pour le classement de la montagne
Les principaux favoris pour le classement général Nairo Quintana (vainqueur de ce classement spécifique lors du Tour de France 2013) et Joaquim Rodríguez sont des candidats naturels au maillot bleu grâce au nombre important d'arrivées au sommet. Stefano Pirazzi, le tenant du titre, Matteo Rabottini (Neri Sottoli) vainqueur en 2012 sont des prétendants à ce classement spécifique tout comme Pierre Rolland, Julián Arredondo (Trek), Fabio Duarte (Colombia) et Jackson Rodríguez (Androni Giocattoli-Venezuela) qui sont réputés pour leur tempérament offensif en montagne.

#### Favoris pour le classement du meilleur jeune
Nairo Quintana est le favori pour l'obtention du maillot blanc. Rafał Majka et Wilco Kelderman (Belkin) respectivement deuxième et troisième de classement en 2013 derrière Carlos Betancur sont également des outsiders. Fabio Aru sixième de ce classement en 2013 peut également être cité.

## Récit de la course

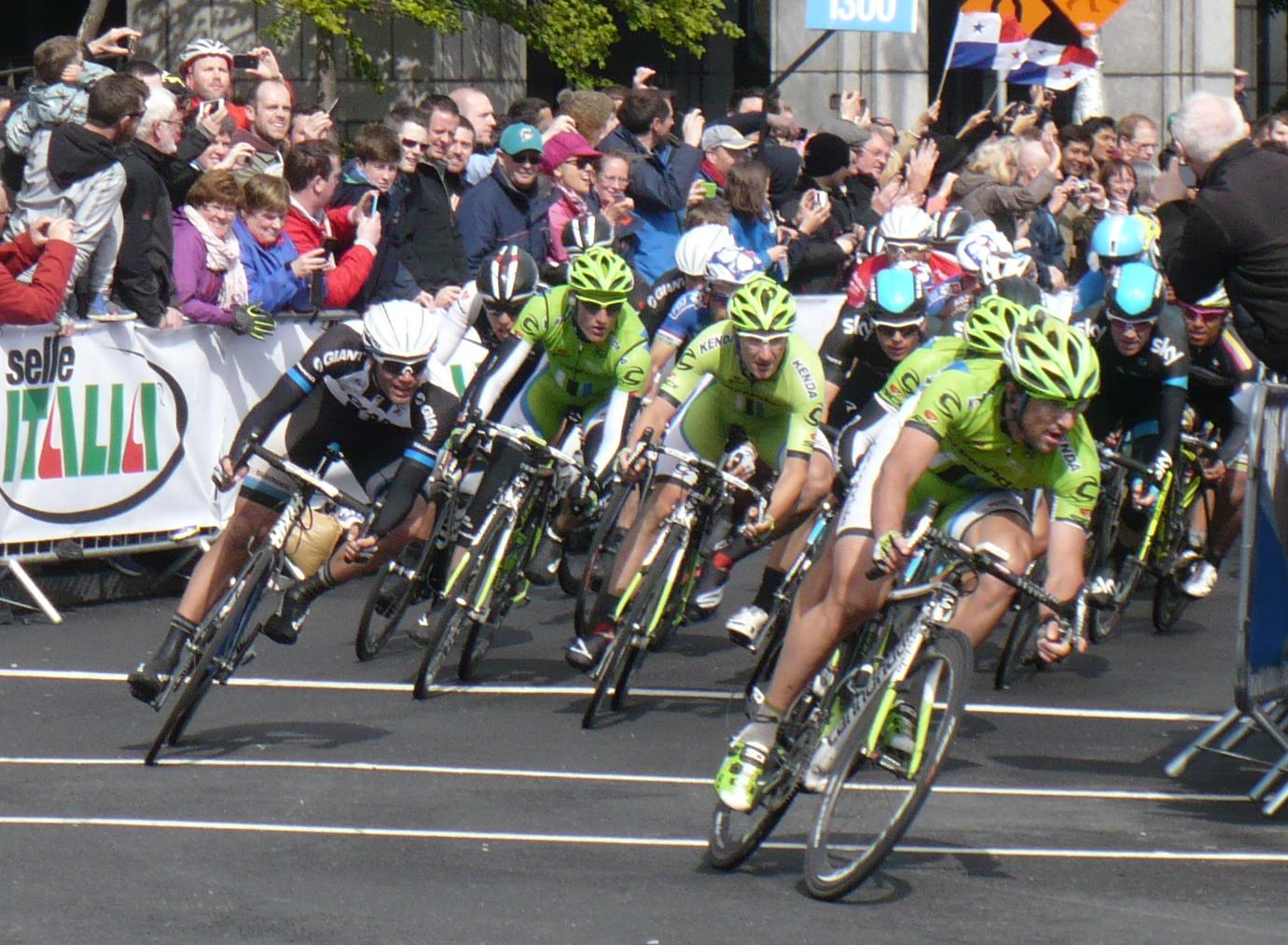
Giro 2014 Dublin peloton 1.

### 9 - 11 mai: Le départ en Irlande
La formation Orica-GreenEDGE remporte le contre-la-montre par équipe inaugural, avec cinq et sept secondes d'avance sur Omega Pharma-Quick Step et BMC Racing, permettant ainsi à Svein Tuft d'endosser le maillot rose le jour de ses 37 ans. L'équipe Movistar de Nairo Quintana termine huitième à 55 secondes et la formation Katusha de Joaquim Rodríguez 19e à 1 minute et 33 secondes. L'équipe Tinkoff-Saxo est quatrième, Astana sixième et AG2R La Mondiale dixième, avec respectivement 23, 38 et 58 secondes de retard. L'Irlandais Daniel Martin (Garmin-Sharp) chute, entraînant dans son sillage trois coéquipiers, et doit abandonner, tandis que l'équipe termine dernière à 3 minutes et 26 secondes. Marcel Kittel (Giant-Shimano) s'impose au sprint le lendemain et s'empare du même coup du maillot rouge, en devançant Nacer Bouhanni (FDJ.fr) et Giacomo Nizzolo (Trek Factory Racing). Une cassure a lieu dans le dernier kilomètre, les 20 premiers terminent 3 secondes devant le reste du peloton : Michael Matthews (Orica-GreenEDGE), 8e de l'étape, est le nouveau leader du classement général. Pour son 26e anniversaire, Marcel Kittel gagne la troisième étape. Il devance au sprint Ben Swift (Sky) et Elia Viviani (Cannondale). Les 32 premiers de l'étape terminent avec 11 secondes d'avance sur le reste du peloton : le maillot rose ne se fait pas piéger, tout comme Robert Kišerlovski (Trek Factory Racing), Rafał Majka (Tinkoff-Saxo) et Michele Scarponi (Astana), malgré une chute de ce dernier à 55 kilomètres de l'arrivée en compagnie de quatre coéquipiers. Après ces trois jours en Irlande, Rigoberto Urán (Omega Pharma-Quick Step) est le mieux placé des favoris, huitième à 19 secondes du maillot rose.

### 13 - 14 mai: Bouhanni et Ulissi s'imposent
Après la journée de repos-transfert vers l'Italie, Marcel Kittel ne prend pas le départ de la quatrième étape, fiévreux. Les coureurs prennent ensuite la décision de neutraliser la course, jugeant le circuit urbain trop dangereux à cause de la pluie. L'organisation décide que les temps seront pris lors de l'avant-dernier passage sur la ligne d'arrivée et qu'il n'y aura pas de bonifications. De nombreuses chutes ont lieu dans les deux derniers kilomètres, puis Nacer Bouhanni obtient au sprint sa première victoire sur un grand tour, devant Giacomo Nizzolo et Tom Veelers (Giant-Shimano), et endosse le maillot rouge. Le lendemain, Viviani se glisse dans l'échappée, remporte le sprint intermédiaire, ce qui lui permet de prendre le maillot rouge. Diego Ulissi (Lampre-Merida) s'impose, une seconde devant Cadel Evans et Julián Arredondo (Trek Factory Racing) puis le reste du groupe maillot rose. Daniel Moreno (Katusha) perd 38 secondes sur Ulissi, Samuel Sánchez (BMC Racing) 1 minute et 15 secondes.

### 15 - 21 mai: Rodriguez abandonne, Evans et Pozzovivo gagnent du temps
Une grosse chute a lieu juste avant la montée finale de la sixième étape, explosant le peloton. Michael Matthews s'impose devant Tim Wellens (Lotto-Belisol), Cadel Evans et Matteo Rabottini (Neri Sottoli). Wilco Kelderman (Belkin) règle un groupe d'une vingtaine d'unités pour la septième place, à 49 secondes. Le classement général se retrouve bouleversé par cette étape. Matthews est toujours en tête de la course, avec désormais 21 secondes d'avance sur Evans. Rigoberto Urán est troisième à 1 minute et 18 secondes, Rafał Majka, Steve Morabito (BMC Racing) et Rabottini à 1 minute et 25 secondes. Ivan Basso (Cannondale), Quintana et Domenico Pozzovivo (AG2R La Mondiale) sont à plus de deux minutes. Certains ont perdu le Tour d'Italie : Joaquim Rodríguez abandonne, Nicolas Roche (Tinkoff-Saxo) est à près de seize minutes, Arredondo à près de vingt minutes. Nacer Bouhanni remporte au sprint la 7e étape, en devançant Giacomo Nizzolo et Luka Mezgec (Giant-Shimano), et reprend les rênes du classement par points. Pierre Rolland (Europcar) attaque dans la descente du Cippo di Carpegna lors de l'étape suivante, reprend puis lâche à trois kilomètres de l'arrivée Arredondo, membre de l'échappée matinale et nouveau maillot bleu, mais est repris à 250 mètres de la ligne par Daniel Moreno. Ce dernier est contré par Robert Kišerlovski, suivi par Diego Ulissi. Ulissi le bat au sprint, Wilco Kelderman est troisième à six secondes, juste devant Quintana et deux secondes devant Evans, Urán et Pozzovivo, la plupart des favoris terminent à moins de 30 secondes du vainqueur. Le grand perdant du jour est Scarponi, qui accuse un retard de 9 minutes et 39 secondes. Cadel Evans s'empare du maillot rose, avec 57 secondes d'avance sur Urán et 1 minute et 10 secondes sur le nouveau maillot blanc Majka. Le lendemain, onze coureurs s'échappent, Pieter Weening (Orica-GreenEDGE) et Davide Malacarne (Europcar) se détachent dans l'ascension finale et disputent la victoire au sprint, qui revient à Weening. Domenico Pozzovivo attaque dans la montée et finit troisième de l'étape à 42 secondes. Ulissi règle le groupe maillot rose pour la quatrième place, à 1 minute et 8 secondes. Pozzovivo grimpe à la quatrième place du classement général, à 1 minute et 20 secondes de Cadel Evans. Evans conserve le maillot rose à l'issue de la dixième étape, que s'adjuge au sprint Bouhanni devant Nizzolo et Matthews. Michael Rogers (Tinkoff-Saxo) attaque dans la dernière descente de la onzième étape, à 22 kilomètres de l'arrivée, et s'impose avec dix secondes d'avance sur le groupe maillot rose, réglé par Simon Geschke (Giant-Shimano) devant Enrico Battaglin (Bardiani CSF).

### 22 - 25 mai: Urán en rose grâce au contre-la-montre mais cède du terrain en montagne
Rigoberto Urán remporte ensuite le contre-la-montre, avec 1 minute et 17 secondes d'avance sur Diego Ulissi et 1 minute et 34 secondes sur Cadel Evans. Rafał Majka, Wilco Kelderman et Domenico Pozzovivo sont respectivement quatrième, septième et neuvième et se tiennent en 30 secondes. Urán est le nouveau leader du classement général, 37 secondes devant Evans, 1 minute et 52 secondes devant Majka et 2 minutes et 32 secondes devant Pozzovivo. Kelderman remonte au cinquième rang, à 2 minutes et 50 secondes, tandis que Quintana, treizième de l'étape, et Fabio Aru (Astana) sont à environ 3 minutes et 30 secondes. Wout Poels (Omega Pharma-Quick Step), Morabito et Kišerlovski complètent le Top 10, à plus de quatre minutes. Lors de la treizième étape, l'équipe FDJ.fr assume la poursuite derrière les six échappés, mais à quinze kilomètres de l'arrivée elle disparaît de la tête du peloton. Personne ne prend le relais et Marco Canola (Bardiani-CSF) devance au sprint Jackson Rodríguez (Androni Giocattoli-Venezuela) et Angélo Tulik (Europcar), Nacer Bouhanni règle le peloton pour la quatrième place, à onze secondes du trio. 21 coureurs s'échappent lors de la quatorzième étape et se départagent dans l'ascension finale. Dario Cataldo (Sky) et Jarlinson Pantano (Colombia) sont en tête à la flamme rouge, mais voient le retour de Jan Polanc (Lampre-Merida) puis Enrico Battaglin. L'étape revient au sprint à Battaglin devant Cataldo, Pantano est troisième à sept secondes. Derrière, Pierre Rolland attaque dans l'avant-dernier col avec son équipier Björn Thurau et Ryder Hesjedal. Hesjedal termine treizième de l'étape à 2 minutes et 22 secondes, quatre secondes devant Rolland. Derrière, Domenico Pozzovivo attaque, et Quintana termine quinzième à 2 minutes et 39 secondes, quelques secondes devant Aru, Pozzovivo, Kelderman et Majka. Evans et Urán terminent un peu plus loin, à environ trois minutes du vainqueur. Rolland fait son entrée dans le Top 10, il est désormais neuvième du classement général à 5 minutes et 7 secondes d'Urán, toujours maillot rose. Fabio Aru s'impose au sommet du Montecampione, une vingtaine de secondes devant Fabio Duarte (Colombia), Nario Quintana et Pierre Rolland. Urán concède 42 secondes, Majka 57 secondes, Hesjedal, Evans, Kelderman, Pozzovivo et Kišerlovski 1 minute et 13 secondes. Aru grimpe à la quatrième place du classement général, à 2 minutes et 24 secondes de Rigoberto Urán, qui devance désormais Evans de 1 minute et 3 secondes et Majka de 1 minute 50 secondes, et possède une vingtaine de secondes d'avance sur Quintana et Pozzovivo, tandis que Rolland gagne un rang.

### 27 mai: le classement général est bouleversé
La seizième étape est disputée sous la neige, le froid et le brouillard. Dario Cataldo passe le Stelvio en tête et file à vive allure dans la descente, qui sera l'objet d'une polémique. L'organisation annonce qu'une voiture équipée d'un drapeau rouge précèdera le peloton pour sécuriser la descente, certains directeurs sportifs comprennent, à tort, une neutralisation de la descente. Pierre Rolland et son coéquipier Romain Sicard attaquent dans la descente, accompagnés par Nairo Quintana et son coéquipier Gorka Izagirre, ainsi que Ryder Hesjedal et Matteo Rabottini. Le groupe prend deux minutes d'avance sur le groupe maillot rose, certains directeurs sportifs s'estiment lésés et réclament une annulation de ce gain de temps, la requête ne sera logiquement pas acceptée. Le groupe Quintana reprend les poursuivants de Dario Cataldo intercalés, parmi lesquels Pierre Rolland, et aborde l'ascension finale avec environ 1 minute et 30 secondes d'avance sur le groupe maillot rose. Quintana, Rolland et Hesjedal reprennent ensuite Cataldo puis le lâchent. Quintana s'adjuge l'étape, avec huit secondes d'avance sur Hesjedal et 1 minute et 13 secondes sur Rolland victime d'une déshydratation dans le final. Wilco Kelderman, Domenico Pozzovivo et Fabio Aru terminent à plus de 3 minutes et 30 secondes, Rafał Majka et Rigoberto Urán 40 secondes plus loin, Cadel Evans et Robert Kišerlovski à 4 minutes et 48 secondes. Quintana s'empare du maillot rose, 1 minute et 41 secondes devant Urán. Evans est troisième à 3 minutes et 21 secondes, et lui-même, Rolland, Majka, Aru, Pozzovivo, Kelderman et Hesjedal se tiennent en moins d'une minute.

### 28 mai -1erjuin: échappées victorieuses et le contre-la-montre en côte
Le lendemain, 25 coureurs s'échappent, puis cinq d'entre eux s'extirpent dans le final et vont se jouer la victoire d'étape. Stefano Pirazzi (Bardiani-CSF) remporte l'étape devant Tim Wellens et Jay McCarthy (Saxo-Tinkoff). Aucun changement notable au classement général n'est à noter. Julian Arredondo gagne la dix-huitième étape, au sommet d'Oropa, en solitaire devant Fabio Duarte et Philip Deignan (Sky), après avoir passé en tête les deux autres cols de la journée et s'assure ainsi presque de remporter le classement du meilleur grimpeur, avec 87 points d'avance sur son premier poursuivant, Dario Cataldo. Du côté des favoris, Fabio Aru est 9e de l'étape à 2 minutes 43, quelques secondes devant Quintana, Urán, Pozzovivo, Rolland et Majka. Hesjedal concède une vingtaine de secondes à Aru, Kelderman 15 de plus. Cadel Evans, 21e de l'étape à 4 minutes 24, chute au 9e rang du classement général, toujours dominé par Nairo Quintana avec 1 minute 41 d'avance sur Rigoberto Urán. Pierre Rolland monte sur la 3e marche du podium, mais ne possède que 2 secondes de marge sur Aru et Majka, 23 sur Pozzovivo. Hesjedal passe à la 7e place, 5 secondes devant Kelderman. Nairo Quintana conforte son maillot en s'adjugant le chrono en côte, en devançant Fabio Aru de 17 secondes et Rigoberto Urán de 1 minute 26. Au classement général, Quintana possède désormais 3 minutes 7 secondes d'avance sur Urán. Aru grimpe sur le podium, à 3 minutes 48. Pierre Rolland est 4e à 5 minutes 26 et possède 40 secondes d'avance sur Domenico Pozzovivo et plus d'1 minute 30 sur Rafal Majka. Cadel Evans et Wilco Kelderman sont 7e et 8e à près de 9 minutes 30, Ryder Hesjedal, victime d'un incident mécanique, rétrograde au 9e rang, à 10 minutes 11. Lors de l'étape suivante, Michael Rogers et Francesco Manuel Bongiorno (Bardiani-CSF) prennent la tête de la course dans le Monte Zoncolan. À 3 kilomètres de l'arrivée, un spectateur pousse Bongiorno. Cela le fait déchausser, il perd ainsi la roue de Rogers, qui s'impose avec 37 secondes d'avance sur Franco Pellizotti (Androni Giocattoli-Venezuela) et 48 sur Bongiorno. Du côté des favoris, un seul changement est à noter au général : Wilco Kelderman prend la 7e place devant Cadel Evans. Luka Mezgac remporte la dernière étape, devançant au sprint Giacomo Nizzolo et Tyler Farrar (Garmin-Sharp). Aucun changement n'est à observer au classement général, Nairo Quintana s'adjuge donc ce Tour d'Italie, devant Rigoberto Urán et Fabio Aru, ainsi que le maillot blanc. Nacer Bouhanni, 4e de l'étape, est le vainqueur du classement par points, tandis que Julian Arredondo termine maillot bleu, AG2R La Mondiale gagne le classement par équipe au temps et Omega Pharma-Quick Step celui aux points.

## Bilan

### La domination colombienne
Les coureurs colombiens ont dominé ce Tour d'Italie. Nairo Quintana a remporté le classement général et celui du meilleur jeune. Il s'est emparé du maillot rose après la 16e étape, disputée dans des conditions très difficiles, puis conforte sa position lors du chrono en côte. Le précédent leader de la course fut son compatriote Rigoberto Urán, porteur du maillot rose quatre jours après son succès dans le contre-la-montre et finalement deuxième du classement général. Les Colombiens repartent avec un autre classement annexe dans leur escarcelle, le classement du meilleur grimpeur remporté par Julián Arredondo, très offensif et également vainqueur d'une étape. Sebastián Henao est une des révélations de la course : plus jeune participant de la course à 20 ans, il se classe 8e des étapes glânées par Quintana et finit 22e du classement général,.
Il s'agit du premier doublé colombien sur un Grand Tour et la deuxième victoire dans une épreuve de trois semaines, après le succès de Lucho Herrera sur le Tour d'Espagne 1987. Ces performances viennent confirmer la deuxième place d'Urán en 2013, le premier podium colombien sur le Giro, et les deux premiers succès colombiens sur des épreuves World Tour, ceux de Quintana sur le Tour du Pays basque 2013 et de Carlos Betancur sur Paris-Nice 2014. Ces succès s'expliquent par une politique de formation fructueuse : les colombiens brillent depuis plusieurs années sur le Tour de l'Avenir et l'équipe U23 472-Colombia permet l'émergence des talents. Cependant, des considérations politiques, avec des conflits entre les dirigeants de la fédération et ceux de l'équipe 472-Colombia, pourraient menacer cette dynamique,.

### La jeunesse au pouvoir
Les jeunes coureurs ont particulièrement brillé sur ce Giro. Outre les colombiens Quintana et Arredondo, plusieurs candidats au maillot blanc se sont distingués. Fabio Aru termine 3e du classement général et remporte une étape, Rafał Majka et Wilco Kelderman figurent aux 6e et 7e rangs du classement final. Nacer Bouhanni s'adjuge 3 étapes et le maillot rouge et Michael Matthews repart avec une étape et 6 jours avec le maillot rose. Diego Ulissi profite de ses qualités de puncheur pour aller chercher 2 étapes et Enrico Battaglin gagne une étape sur le Tour d'Italie pour la 2e année consécutive. Ainsi, ces 9 coureurs cumulent 4 places dans le Top 10 dont la victoire finale, 12 jours avec le maillot rose, 13 victoires d'étapes et les 3 principaux classements annexes. À l'inverse, Cadel Evans, du haut de ses 37 ans, a manqué de fraîcheur en dernière semaine, tandis que les italiens Ivan Basso, Michele Scarponi et Damiano Cunego furent très discrets,,.

### Fabio Aru, la relève italienne
Après avoir soutenu jusqu'au bout Vincenzo Nibali lors de son sacre l'année précédente, Fabio Aru est devenu leader de sa formation après la défaillance de Michele Scarponi. Aru est régulièrement comparé à Marco Pantani, de par notamment ses qualités de grimpeurs et sa relation avec Olivano Locatelli. Ce dernier a pris Aru dans l'équipe amateur Palazzago, dont il est le directeur technique et lui a appris à courir en leader. Aru a signé plusieurs performances de haut niveau avec cette équipe et l'a remercié publiquement à plusieurs reprises durant le Giro. Si Aru n'a jamais été cité dans une affaire de dopage, Locatelli s'est fait arrêter dans une affaire de trafic de produits dopants en 2003. Cependant, plus que la réputation de son mentor, il conviendra de gérer sa relation avec Nibali, les médias italiens parlent de la possible future grande rivalité du cyclisme italien,,.

### Le bilan des équipes françaises
La formation AG2R La Mondiale était venu pour soutenir Domenico Pozzovivo dans son objectif de Top 5, voire de podium. L'objectif est atteint, puisque l'italien termine 5e de la course, en étant jusqu'au chrono en côte en course pour le podium. L'équipe a fait preuve d'une remarquable densité en montagne, en menant régulièrement le peloton, en plaçant deux autres éléments dans le Top 20 (Alexis Vuillermoz est 11e et Hubert Dupont est 16e) et en remportant le classement par équipes. Les dirigeants estiment ainsi que « toute l’équipe dans son ensemble a été superbe » et que « [le] bilan [est] très positif ». L'équipe Europcar affiche « un bilan plus que positif », avec la 4e place finale de Pierre Rolland. Ce dernier a été offensif durant toute la course, bien aidé par ses équipiers, notamment Romain Sicard. Le seul regret est d'être passé à plusieurs reprises près d'une victoire d'étape. La FDJ.fr a réussi son Tour d'Italie, avec les trois victoires de Nacer Bouhanni et son maillot rouge, ainsi que la 13e place au classement général d'Alexandre Geniez. Lors de la 4e étape, Bouhanni décroche sa première victoire en Grand Tour, ce qui « a été un véritable déclic pour toute l'équipe ».

### Le bilan des équipes invitées
Androni Giocattoli-Venezuela a été offensive en montagne et son leader Franco Pellizotti se classe douzième de la course. Pellizotti est également passé près d'une victoire d'étape, en terminant deuxième au sommet du Monte Zoncolan. Il a fondu en larmes à l'arrivée, Gianni Savio a rendu ensuite hommage à son leader, « un grand coureur et un grand homme ». Bardiani-CSF, avec son effectif 100 % italien et jeune (moins de 25 ans de moyenne), affiche un bilan « sans pareil », avec les victoires d'étapes de Marco Canola, Enrico Battaglin et Stefano Pirazzi. Avec également des places au sprint de Sonny Colbrelli et Nicola Ruffoni, la formation termine deuxième du classement par équipes aux points. Le seul regret de l'équipe est la troisième place de Francesco Manuel Bongiorno en haut du Zoncolan, après une poussette malheureuse d'un spectateur : le coureur se dit « en colère avec ce qu'il s'est passé » et estime que « peut-être que Rogers aurait gagné mais [ils étaient] sur un pied d'égalité ». La formation Colombia a animé les étapes de montagne mais sans beaucoup de réussite : sans victoire d'étape, le meilleur représentant au classement général, Fabio Duarte, est 28e, de plus l'équipe place deux coureurs dans les dix premiers du classement du meilleur grimpeur (Robinson Chalapud cinquième, Jarlinson Pantano neuvième). Le manager Claudio Corti estime que sa formation a réussi « un grand Giro du début à la fin, [a] attaqué, donné du spectacle et fait parler [d'elle] et du Giro dans le monde entier ». La formation Neri Sottoli fut un peu plus discrète, son meilleur coureur, Matteo Rabottini, termine 17e du classement général.

### Organisation et spectacle
Divers incidents ont jallonné ce Tour d'Italie, dont certains mettent en cause directement RCS Sport. La veille au soir de l'arrivée de la 3e étape, une bombe a été découverte à Dublin. Lors de la 4e étape, les coureurs font pression sur l'organisation pour neutraliser la course, ce qui sera accordé. Un terrible accident a lieu durant la 14e étape : un signaleur est percuté par une moto-caméra de la Rai. Après la 2e journée de repos, lors de l'étape-reine de la course, un couac de l'organisation vient perturber le bon déroulement de la course : Radio Corsa annonce qu'une voiture équipée d'un drapeau rouge précèdera les coureurs pour sécuriser la descente, le twitter officiel du Giro annonce une neutralisation de la descente, certains directeurs sportifs croient à cette neutralisation et s'estiment lésés. Enfin, lors du chrono en côte, il y a énormément de monde sur la route, certains coureurs, notamment Fabio Aru, devront les repousser avec le bras en plein effort, tandis que le lendemain un spectateur pousse Bongiorno et lui fait perdre tout espoir de victoire. Il est alors reproché à l'organisation un manque de vigilance, avec des barrières seulement dans les 500 derniers mètres du Zoncolan, au contraire par exemple de l'Alpe d'Huez sur le Tour de France 2013 où les barrières furent présentes sur les 4 derniers kilomètres de l'étape.
Malgré tout, ce fut une course de très bonne facture, avec notamment cette remarquable 16e étape, néanmoins on peut regretter que la course à la victoire ait été relativement peu disputée, car après sa prise de pouvoir Nairo Quintana n'a pas pu être inquiété et a creusé son avance lors du chrono en côte, exercice moins spectaculaire qu'une étape de montagne en ligne. De son côté, le directeur de l'épreuve Mauro Vegni estime que le départ en Irlande fut une grande réussite, « c'était génial de voir autant de monde participer à l'évènement et cette fête » et se réjouit d'avoir vu « beaucoup plus de monde le long des routes que ces dernières années ». Il rend également hommage aux coureurs, beaucoup critiqués après l'épisode de Bari, qui « ont montré leur professionnalisme et leur courage en courant sous le froid et la neige » lors de la 16e étape. Il affirme que la course continuera à aller chercher des hautes altitudes et affirme avoir « toujours montré qu'[il fait] attention aux coureurs ». Enfin, il estime que l'on a eu « une grande course ».

## Étapes
| Étape     | Date          | Villes étapes                          |                             | Distance (km)    | Vainqueur d’étape | Leader du classement général |
| --------- | ------------- | -------------------------------------- | --------------------------- | ---------------- | ----------------- | ---------------------------- |
| 1re étape | Ven.9 mai     | Belfast (GBR) – Belfast (GBR)          | Contre-la-montre par équipe | 21,7             | Orica-GreenEDGE   | Svein Tuft                   |
| 2e étape  | Sam. 10 mai   | Belfast (GBR) – Belfast (GBR)          | Étape de plaine             | 219              | Marcel Kittel     | Michael Matthews             |
| 3e étape  | Dim. 11 mai   | Armagh (GBR) – Dublin (IRL)            | Étape de plaine             | 187              | Marcel Kittel     | Michael Matthews             |
|           | Lun. 12 mai   | Transfert vers l'Italie                | Journée de repos            | Journée de repos | Journée de repos  | Journée de repos             |
| 4e étape  | Mar. 13 mai   | Giovinazzo – Bari                      | Étape de plaine             | 112              | Nacer Bouhanni    | Michael Matthews             |
| 5e étape  | Mer. 14 mai   | Taranto – Viggiano                     | Étape de montage moyenne    | 203              | Diego Ulissi      | Michael Matthews             |
| 6e étape  | Jeu. 15 mai   | Sassano – Montecassino                 | Étape de montage moyenne    | 257              | Michael Matthews  | Michael Matthews             |
| 7e étape  | Ven. 16 mai   | Frosinone – Foligno                    | Étape accidentée            | 211              | Nacer Bouhanni    | Michael Matthews             |
| 8e étape  | Sam. 17 mai   | Foligno – Montecopiolo                 | Étape de montagne           | 179              | Diego Ulissi      | Cadel Evans                  |
| 9e étape  | Dim. 18 mai   | Lugo – Sestola                         | Étape de montage moyenne    | 172              | Pieter Weening    | Cadel Evans                  |
|           | Lun. 19 mai   |                                        | Journée de repos            | Journée de repos | Journée de repos  | Journée de repos             |
| 10e étape | Mar. 20 mai   | Modène – Salsomaggiore Terme           | Étape de plaine             | 173              | Nacer Bouhanni    | Cadel Evans                  |
| 11e étape | Mer. 21 mai   | Collecchio – Savone                    | Étape de montage moyenne    | 249              | Michael Rogers    | Cadel Evans                  |
| 12e étape | Jeu. 22 mai   | Barbaresco – Barolo                    | Contre-la-montre            | 42,2             | Rigoberto Urán    | Rigoberto Urán               |
| 13e étape | Ven. 23 mai   | Fossano – Rivarolo Canavese            | Étape de plaine             | 157              | Marco Canola      | Rigoberto Urán               |
| 14e étape | Sam. 24 mai   | Agliè – Oropa                          | Étape de montagne           | 164              | Enrico Battaglin  | Rigoberto Urán               |
| 15e étape | Dim. 25 mai   | Valdengo – Plan di Montecampione       | Étape de montagne           | 225              | Fabio Aru         | Rigoberto Urán               |
|           | Lun. 26 mai   |                                        | Journée de repos            | Journée de repos | Journée de repos  | Journée de repos             |
| 16e étape | Mar. 27 mai   | Ponte di Legno – Val Martello          | Étape de montagne           | 136              | Nairo Quintana    | Nairo Quintana               |
| 17e étape | Mer. 28 mai   | Sarnonico – Vittorio Veneto            | Étape accidentée            | 208              | Stefano Pirazzi   | Nairo Quintana               |
| 18e étape | Jeu. 29 mai   | Belluno – Refuge Panarotta (Valsugana) | Étape de montagne           | 171              | Julián Arredondo  | Nairo Quintana               |
| 19e étape | Ven. 30 mai   | Bassano del Grappa – Monte Grappa      | Contre-la-montre            | 26,8             | Nairo Quintana    | Nairo Quintana               |
| 20e étape | Sam. 31 mai   | Maniago – Monte Zoncolan               | Étape de montagne           | 167              | Michael Rogers    | Nairo Quintana               |
| 21e étape | Dim. 1er juin | Gemona del Friuli – Trieste            | Étape de plaine             | 172              | Luka Mezgec       | Nairo Quintana               |

## Classements finals

### Classement général
|    | Cycliste           | Pays      | Équipe                       |    | Temps            |
| -- | ------------------ | --------- | ---------------------------- | -- | ---------------- |
| 1  | Nairo Quintana     | Colombie  | Movistar                     | en | 88 h 14 min 32 s |
| 2  | Rigoberto Urán     | Colombie  | Omega Pharma-Quick Step      | +  | 2 min 58 s       |
| 3  | Fabio Aru          | Italie    | Astana                       |    | 4 min 04 s       |
| 4  | Pierre Rolland     | France    | Europcar                     |    | 5 min 46 s       |
| 5  | Domenico Pozzovivo | Italie    | AG2R La Mondiale             |    | 6 min 32 s       |
| 6  | Rafał Majka        | Pologne   | Tinkoff-Saxo                 |    | 7 min 04 s       |
| 7  | Wilco Kelderman    | Pays-Bas  | Belkin                       |    | 11 min 00 s      |
| 8  | Cadel Evans        | Australie | BMC Racing                   |    | 11 min 51 s      |
| 9  | Ryder Hesjedal     | Canada    | Garmin-Sharp                 |    | 13 min 35 s      |
| 10 | Robert Kišerlovski | Croatie   | Trek Factory Racing          |    | 15 min 49 s      |
| 11 | Alexis Vuillermoz  | France    | AG2R La Mondiale             |    | 24 min 45 s      |
| 12 | Franco Pellizotti  | Italie    | Androni Giocattoli-Venezuela |    | 26 min 13 s      |
| 13 | Alexandre Geniez   | France    | FDJ.fr                       |    | 27 min 02 s      |
| 14 | Maxime Monfort     | Belgique  | Lotto-Belisol                |    | 28 min 36 s      |
| 15 | Ivan Basso         | Italie    | Cannondale                   |    | 32 min 08 s      |
| 16 | Hubert Dupont      | France    | AG2R La Mondiale             |    | 36 min 15 s      |
| 17 | Matteo Rabottini   | Italie    | Neri Sottoli                 |    | 46 min 35 s      |
| 18 | Michael Rogers     | Australie | Tinkoff-Saxo                 |    | 48 min 06 s      |
| 19 | Damiano Cunego     | Italie    | Lampre-Merida                |    | 49 min 22 s      |
| 20 | André Cardoso      | Portugal  | Garmin-Sharp                 |    | 51 min 09 s      |
| 21 | Wout Poels         | Pays-Bas  | Omega Pharma-Quick Step      |    | 55 min 59 s      |
| 22 | Sebastián Henao    | Colombie  | Sky                          |    | 56 min 24 s      |
| 23 | José Herrada       | Espagne   | Movistar                     |    | 59 min 01 s      |
| 24 | Samuel Sánchez     | Espagne   | BMC Racing                   |    | 1 h 02 min 40 s  |
| 25 | Steve Morabito     | Suisse    | BMC Racing                   |    | 1 h 02 min 59 s  |

### Classements annexes
|    | Cycliste         | Équipe              | Points |
| -- | ---------------- | ------------------- | ------ |
| 1  | Nacer Bouhanni   | FDJ.fr              | 291    |
| 2  | Giacomo Nizzolo  | Trek Factory Racing | 265    |
| 3  | Roberto Ferrari  | Lampre-Merida       | 186    |
| 4  | Elia Viviani     | Cannondale          | 174    |
| 5  | Ben Swift        | Sky                 | 135    |
| 6  | Luka Mezgec      | Giant-Shimano       | 128    |
| 7  | Enrico Battaglin | Bardiani CSF        | 108    |
| 8  | Tyler Farrar     | Garmin-Sharp        | 103    |
| 9  | Cadel Evans      | BMC Racing          | 96     |
| 10 | Tim Wellens      | Lotto-Belisol       | 94     |

|    | Cycliste          | Équipe                       | Points |
| -- | ----------------- | ---------------------------- | ------ |
| 1  | Julián Arredondo  | Trek Factory Racing          | 173    |
| 2  | Dario Cataldo     | Sky                          | 132    |
| 3  | Nairo Quintana    | Movistar                     | 88     |
| 4  | Tim Wellens       | Lotto-Belisol                | 79     |
| 5  | Robinson Chalapud | Colombia                     | 73     |
| 6  | Jonathan Monsalve | Neri Sottoli                 | 68     |
| 7  | Fabio Aru         | Astana                       | 57     |
| 8  | Pierre Rolland    | Europcar                     | 46     |
| 9  | Jarlinson Pantano | Colombia                     | 43     |
| 10 | Franco Pellizotti | Androni Giocattoli-Venezuela | 42     |

|    | Cycliste        | Équipe        |    | Temps            |
| -- | --------------- | ------------- | -- | ---------------- |
| 1  | Nairo Quintana  | Movistar      | en | 88 h 14 min 32 s |
| 2  | Fabio Aru       | Astana        | +  | 4 min 04 s       |
| 3  | Rafał Majka     | Tinkoff-Saxo  |    | 7 min 04 s       |
| 4  | Wilco Kelderman | Belkin        |    | 11 min 00 s      |
| 5  | Sebastián Henao | Sky           |    | 56 min 24 s      |
| 6  | Georg Preidler  | Giant-Shimano |    | 1 h 05 min 03 s  |
| 7  | Mikel Landa     | Astana        |    | 1 h 23 min 06 s  |
| 8  | Marc Goos       | Belkin        |    | 1 h 30 min 43 s  |
| 9  | Jan Polanc      | Lampre-Merida |    | 1 h 45 min 31 s  |
| 10 | Paweł Poljański | Tinkoff-Saxo  |    | 2 h 04 min 29 s  |

|    | Équipe                  | Pays        |    | Temps             |
| -- | ----------------------- | ----------- | -- | ----------------- |
| 1  | AG2R La Mondiale        | France      | en | 264 h 30 min 55 s |
| 2  | Omega Pharma-Quick Step | Belgique    | +  | 19 min 32 s       |
| 3  | Tinkoff-Saxo            | Russie      |    | 27 min 12 s       |
| 4  | BMC Racing              | États-Unis  |    | 1 h 08 min 24 s   |
| 5  | Movistar                | Espagne     |    | 1 h 13 min 52 s   |
| 6  | Astana                  | Kazakhstan  |    | 1 h 26 min 51 s   |
| 7  | Sky                     | Royaume-Uni |    | 1 h 28 min 05 s   |
| 8  | Lampre-Merida           | Italie      |    | 1 h 47 min 02 s   |
| 9  | Europcar                | France      |    | 2 h 04 min 31 s   |
| 10 | Trek Factory Racing     | États-Unis  |    | 2 h 14 min 58 s   |

| \| \| Équipe \| Pays \| Points \| \| -- \| ---------------------------- \| ----------- \| ------ \| \| 1 \| Omega Pharma-Quick Step \| Belgique \| 327 \| \| 2 \| Bardiani CSF \| Italie \| 303 \| \| 3 \| Trek Factory Racing \| États-Unis \| 294 \| \| 4 \| Sky \| Royaume-Uni \| 294 \| \| 5 \| AG2R La Mondiale \| France \| 285 \| \| 6 \| Lampre-Merida \| Italie \| 280 \| \| 7 \| Giant-Shimano \| Pays-Bas \| 278 \| \| 8 \| Tinkoff-Saxo \| Russie \| 262 \| \| 9 \| Androni Giocattoli-Venezuela \| Italie \| 224 \| \| 10 \| BMC Racing \| États-Unis \| 211 \| | - Classement des sprints intermédiaires : Marco Bandiera (Androni Giocattoli-Venezuela), 32 pts - Classement de la combativité : Julián Arredondo (Trek Factory Racing), 37 pts - Classement Azzurri d'Italia : Nacer Bouhanni (FDJ.fr), 14 pts - Classement Fuga Pinarello : Andrea Fedi (Neri-Sottoli), 608 pts - Classement énergie : Enrico Battaglin (Bardiani CSF), 16 pts - Prix du Fair-Play : Cannondale, 0 pt - Cima Coppi : Dario Cataldo (Sky) |             |        |
| | Équipe | Pays        | Points |
| 1 | Omega Pharma-Quick Step | Belgique    | 327    |
| 2 | Bardiani CSF | Italie      | 303    |
| 3 | Trek Factory Racing | États-Unis  | 294    |
| 4 | Sky | Royaume-Uni | 294    |
| 5 | AG2R La Mondiale | France      | 285    |
| 6 | Lampre-Merida | Italie      | 280    |
| 7 | Giant-Shimano | Pays-Bas    | 278    |
| 8 | Tinkoff-Saxo | Russie      | 262    |
| 9 | Androni Giocattoli-Venezuela | Italie      | 224    |
| 10 | BMC Racing | États-Unis  | 211    |

### UCI World Tour
Ce Tour d'Italie attribue des points pour l'UCI World Tour 2014, seulement aux coureurs des équipes ayant un label ProTeam.
| Position           | 1er | 2e  | 3e  | 4e | 5e | 6e | 7e | 8e | 9e | 10e | 11e | 12e | 13e | 14e | 15e | 16e | 17e | 18e | 19e | 20e |
| Classement général | 170 | 130 | 100 | 90 | 80 | 70 | 60 | 52 | 44 | 38  | 32  | 26  | 22  | 18  | 14  | 10  | 8   | 6   | 4   | 2   |
| Par étape          | 16  | 8   | 4   | 2  | 1  |    |    |    |    |     |     |     |     |     |     |     |     |     |     |     |

Vainqueur de deux étapes et du classement général, Nairo Quintana s'empare de la tête du classement World Tour, en devançant Alberto Contador et Simon Gerrans. Domenico Pozzovivo et Cadel Evans, respectivement 5e et 8e de l'épreuve italienne, montent dans le Top 10, aux 9e et 10e positions. Au classement par équipe, la formation Movistar se rapproche de la 1re place, toujours détenue par l'équipe Omega Pharma-Quick Step de Rigoberto Urán, 2e du Giro et vainqueur d'une étape. AG2R La Mondiale complète désormais le podium. Nation dominatrice sur ce Tour d'Italie, la Colombie grimpe à la 2e place du classement par nation.
| #  | Coureur            | Équipe                  | Points |
| -- | ------------------ | ----------------------- | ------ |
| 1  | Nairo Quintana     | Movistar                | 208    |
| 2  | Rigoberto Urán     | Omega Pharma-Quick Step | 154    |
| 3  | Fabio Aru          | Astana                  | 124    |
| 4  | Pierre Rolland     | Europcar                | 98     |
| 5  | Domenico Pozzovivo | AG2R La Mondiale        | 86     |
| 6  | Rafał Majka        | Tinkoff-Saxo            | 73     |
| 7  | Cadel Evans        | BMC Racing              | 69     |
| 8  | Wilco Kelderman    | Belkin                  | 68     |
| 9  | Nacer Bouhanni     | FDJ.fr                  | 61     |
| 10 | Ryder Hesjedal     | Garmin-Sharp            | 52     |

| Suite du classement (11-44) | Suite du classement (11-44) | Suite du classement (11-44) | Suite du classement (11-44) |
| --------------------------- | --------------------------- | --------------------------- | --------------------------- |
| #                           | Coureur                     | Équipe                      | Points                      |
| 11                          | Robert Kišerlovski          | Trek Factory Racing         | 46                          |
| 12                          | Diego Ulissi                | Lampre-Merida               | 42                          |
| 13                          | Michael Rogers              | Tinkoff-Saxo                | 38                          |
| 14                          | Giacomo Nizzolo             | Trek Factory Racing         | 37                          |
| 15                          | Marcel Kittel               | Giant-Shimano               | 32                          |
| 15                          | Alexis Vuillermoz           | AG2R La Mondiale            | 32                          |
| 17                          | Alexandre Geniez            | FDJ.fr                      | 22                          |
| 17                          | Michael Matthews            | Orica-GreenEDGE             | 22                          |
| 19                          | Julián Arredondo            | Trek Factory Racing         | 20                          |
| 19                          | Luka Mezgec                 | Giant-Shimano               | 20                          |
| 21                          | Maxime Monfort              | Lotto-Belisol               | 18                          |
| 22                          | Pieter Weening              | Orica-GreenEDGE             | 16                          |
| 22                          | Tim Wellens                 | Lotto-Belisol               | 16                          |
| 24                          | Ivan Basso                  | Cannondale                  | 14                          |
| 25                          | Hubert Dupont               | AG2R La Mondiale            | 10                          |
| 26                          | Dario Cataldo               | Sky                         | 8                           |
| 26                          | Simon Geschke               | Giant-Shimano               | 8                           |
| 26                          | Davide Malacarne            | Europcar                    | 8                           |
| 26                          | Ben Swift                   | Sky                         | 8                           |
| 30                          | Roberto Ferrari             | Lampre-Merida               | 7                           |
| 30                          | Elia Viviani                | Cannondale                  | 7                           |
| 32                          | Damiano Cunego              | Lampre-Merida               | 4                           |
| 32                          | Philip Deignan              | Sky                         | 4                           |
| 32                          | Tyler Farrar                | Garmin-Sharp                | 4                           |
| 32                          | Jay McCarthy                | Tinkoff-Saxo                | 4                           |
| 32                          | Angélo Tulik                | Europcar                    | 4                           |
| 32                          | Tom Veelers                 | Giant-Shimano               | 4                           |
| 38                          | Nicolas Roche               | Tinkoff-Saxo                | 3                           |
| 39                          | Davide Appollonio           | AG2R La Mondiale            | 2                           |
| 39                          | Gianluca Brambilla          | Omega Pharma-Quick Step     | 2                           |
| 39                          | André Cardoso               | Garmin-Sharp                | 2                           |
| 39                          | Thomas De Gendt             | Omega Pharma-Quick Step     | 2                           |
| 39                          | Jan Polanc                  | Lampre-Merida               | 2                           |
| 44                          | Brent Bookwalter            | BMC Racing                  | 1                           |
| 44                          | Matteo Montaguti            | AG2R La Mondiale            | 1                           |
| 44                          | Ivan Santaromita            | Orica-GreenEDGE             | 1                           |

## Évolution des classements
Le classement général, dont le leader porte le maillot rose, s'établit en additionnant les temps réalisés à chaque étape, puis en ôtant d'éventuelles bonifications (10, 6 et 4 s à l'arrivée des étapes en ligne et 3, 2 et 1 s à chaque sprint intermédiaire). En cas d'égalité, les critères de départage, dans l'ordre, sont : centièmes de seconde enregistrés lors des contre-la-montre, addition des places obtenues lors de chaque étape, place obtenue lors de la dernière étape. Ce classement est considéré comme le plus important de la course et le gagnant est le vainqueur du Giro.
Le leader du classement par points porte le maillot rouge. Cette année, le règlement change. Auparavant, la répartition des points était la même pour toutes les étapes. Cette année, la répartition des points est différente selon le type d'étape. Ainsi, le classement par points est établi en fonction du barème suivant :
- Pour les arrivées des étapes dites « sans difficultés » ou de « basse difficulté » : 50 points, 40, 34, 28, 25, 22, 20, 18, 16, 14, 12, 10, 8, 7, 6, 5, 4, 3, 2, 1 point pour les 20 premiers coureurs classés
- Pour les arrivées des étapes dites de « moyenne difficulté » : 25 points, 22, 20, 18, 16, 14, 12, 10, 8, 6, 5, 4, 3, 2, 1 point pour les 15 premiers coureurs classés
- Pour les arrivées des étapes dites de « haute montagne », les « contre-la-montre individuels » et les sprints intermédiaires des étapes « sans difficultés » ou de « basse difficulté »: 20 points, 16, 12, 9, 7, 6, 4, 3, 2 et 1 point pour les 10 premiers coureurs classés
- Pour les sprints intermédiaires des étapes de « moyenne difficulté » : 10 points, 6, 3, 2 et 1 point pour les 5 premiers coureurs classés
- Pour les sprints intermédiaires des étapes de « haute montagne » : 8 points, 4 et 1 point pour les 3 premiers coureurs classés.

En cas d'égalité de points, les critères de départage, dans l'ordre, sont : nombre de victoires d'étape, nombre de sprints intermédiaires, classement général.
Le classement de la montagne, dont le leader porte le maillot bleu, change dans la répartition des points. Le nombre de catégories reste le même. Ce classement consiste en l'addition des points obtenus au sommet de la Cima Coppi (40, 28, 21, 15, 10, 7, 4, 2 et 1 pts) et des ascensions de 1re (32, 20, 14, 10, 7, 4, 2 et 1 pts), 2e (14, 9, 6, 4, 2 et 1 pts), 3e (7, 4, 2 et 1 pts) et 4e (3, 2 et 1 pts) catégorie. En cas d'égalité de points, les critères de départage, dans l'ordre, sont : nombre de premières places dans la Cima Coppi, les ascensions de 1re, de 2e, de 3e, puis de 4e catégorie, classement général.
Le classement du meilleur jeune, dont le leader porte le maillot blanc, est le classement général des coureurs nés depuis le 1er janvier 1989.
Il existe également deux classements pour les équipes.
Le premier est le Trofeo Fast Team (classement par équipe au temps). Le classement par équipes de l'étape est l'addition des trois meilleurs temps individuels de chaque équipe, sauf lors du contre-la-montre par équipes, où l'on prend le temps de l'équipe. En cas d'égalité, les critères de départage, dans l'ordre, sont : addition des places des 3 premiers coureurs des équipes concernées, place du meilleur coureur sur l'étape. Calculer le classement par équipes revient à additionner les classements par équipes de chaque étape. En cas d'égalité, les critères de départage, dans l'ordre, sont : nombre de premières places dans le classement par équipes du jour, nombre de deuxièmes places dans le classement par équipes du jour, etc., place au classement général du meilleur coureur des équipes concernées.
Le second est le classement Trofeo Super Team (classement par équipe par points). Après chaque étape, l'équipe du premier marque 20 points, l'équipe du deuxième 19 points, et ainsi de suite jusqu'à l'équipe du vingtième qui marque 1 point, les points des différents coureurs d'une même équipe se cumulant.
| Étape              | Vainqueur          | Classement général | Classement par points | Classement de la montagne | Classement du meilleur jeune | Classement par équipes aux temps | Classement par équipes aux points |
| ------------------ | ------------------ | ------------------ | --------------------- | ------------------------- | ---------------------------- | -------------------------------- | --------------------------------- |
| 1                  | Orica-GreenEDGE    | Svein Tuft         | Non décerné           | Non décerné               | Luke Durbridge               | Orica-GreenEDGE                  | Orica-GreenEDGE                   |
| 2                  | Marcel Kittel      | Michael Matthews   | Marcel Kittel         | Maarten Tjallingii        | Michael Matthews             | Orica-GreenEDGE                  | Orica-GreenEDGE                   |
| 3                  | Marcel Kittel      | Michael Matthews   | Marcel Kittel         | Maarten Tjallingii        | Michael Matthews             | Orica-GreenEDGE                  | Sky                               |
| 4                  | Nacer Bouhanni     | Michael Matthews   | Nacer Bouhanni        | Maarten Tjallingii        | Michael Matthews             | Orica-GreenEDGE                  | Giant-Shimano                     |
| 5                  | Diego Ulissi       | Michael Matthews   | Elia Viviani          | Maarten Tjallingii        | Michael Matthews             | Astana                           | Giant-Shimano                     |
| 6                  | Michael Matthews   | Michael Matthews   | Elia Viviani          | Michael Matthews          | Michael Matthews             | BMC Racing                       | Giant-Shimano                     |
| 7                  | Nacer Bouhanni     | Michael Matthews   | Nacer Bouhanni        | Michael Matthews          | Michael Matthews             | BMC Racing                       | Giant-Shimano                     |
| 8                  | Diego Ulissi       | Cadel Evans        | Nacer Bouhanni        | Julián Arredondo          | Rafał Majka                  | BMC Racing                       | Trek Factory Racing               |
| 9                  | Pieter Weening     | Cadel Evans        | Nacer Bouhanni        | Julián Arredondo          | Rafał Majka                  | Omega Pharma-Quick Step          | Lampre-Merida                     |
| 10                 | Nacer Bouhanni     | Cadel Evans        | Nacer Bouhanni        | Julián Arredondo          | Rafał Majka                  | Omega Pharma-Quick Step          | Lampre-Merida                     |
| 11                 | Michael Rogers     | Cadel Evans        | Nacer Bouhanni        | Julián Arredondo          | Rafał Majka                  | Omega Pharma-Quick Step          | Lampre-Merida                     |
| 12                 | Rigoberto Urán     | Rigoberto Urán     | Nacer Bouhanni        | Julián Arredondo          | Rafał Majka                  | Omega Pharma-Quick Step          | Lampre-Merida                     |
| 13                 | Marco Canola       | Rigoberto Urán     | Nacer Bouhanni        | Julián Arredondo          | Rafał Majka                  | Omega Pharma-Quick Step          | Lampre-Merida                     |
| 14                 | Enrico Battaglin   | Rigoberto Urán     | Nacer Bouhanni        | Julián Arredondo          | Rafał Majka                  | Omega Pharma-Quick Step          | Lampre-Merida                     |
| 15                 | Fabio Aru          | Rigoberto Urán     | Nacer Bouhanni        | Julián Arredondo          | Rafał Majka                  | Omega Pharma-Quick Step          | Lampre-Merida                     |
| 16                 | Nairo Quintana     | Nairo Quintana     | Nacer Bouhanni        | Julián Arredondo          | Nairo Quintana               | AG2R La Mondiale                 | Lampre-Merida                     |
| 17                 | Stefano Pirazzi    | Nairo Quintana     | Nacer Bouhanni        | Julián Arredondo          | Nairo Quintana               | AG2R La Mondiale                 | Omega Pharma-Quick Step           |
| 18                 | Julián Arredondo   | Nairo Quintana     | Nacer Bouhanni        | Julián Arredondo          | Nairo Quintana               | AG2R La Mondiale                 | Omega Pharma-Quick Step           |
| 19                 | Nairo Quintana     | Nairo Quintana     | Nacer Bouhanni        | Julián Arredondo          | Nairo Quintana               | AG2R La Mondiale                 | Omega Pharma-Quick Step           |
| 20                 | Michael Rogers     | Nairo Quintana     | Nacer Bouhanni        | Julián Arredondo          | Nairo Quintana               | AG2R La Mondiale                 | Omega Pharma-Quick Step           |
| 21                 | Luka Mezgec        | Nairo Quintana     | Nacer Bouhanni        | Julián Arredondo          | Nairo Quintana               | AG2R La Mondiale                 | Omega Pharma-Quick Step           |
| Classements finals | Classements finals | Nairo Quintana     | Nacer Bouhanni        | Julián Arredondo          | Nairo Quintana               | AG2R La Mondiale                 | Omega Pharma-Quick Step           |

## Liste des participants
- Liste de départ complète

| Légende                      | Légende                                                                                                  | Légende | Légende                                                                                         |
| ---------------------------- | --- | ------- | ----------------------------------------------------------------------------------------------- |
| Num                          | Dossard de départ porté par le coureur sur ce Tour d’Italie                                              | Pos     | Position finale au classement général                                                           |
| Leader du classement général | Indique le vainqueur du classement général                                                               |         | Indique le vainqueur du classement par points                                                   |
|                              | Indique le vainqueur du classement de la montagne                                                        |         | Indique le vainqueur du classement du meilleur jeune                                            |
|                              | Indique un maillot de champion national ou mondial, suivi de sa spécialité                               | #       | Indique la meilleure équipe aux temps                                                           |
| NP                           | Indique un coureur qui n'a pas pris le départ d'une étape, suivi du numéro de l'étape où il s'est retiré | AB      | Indique un coureur qui n'a pas terminé une étape, suivi du numéro de l'étape où il s'est retiré |
| HD                           | Indique un coureur qui a terminé une étape hors des délais, suivi du numéro de l'étape                   | *       | Indique un coureur en lice pour le maillot blanc (coureurs nés après le 1er janvier 1989)       |

| Astana AST | Astana AST              | Astana AST |
| ---------- | ----------------------- | ---------- |
| Num        | Coureur                 | Pos        |
| 1          | Michele Scarponi (ITA)  | AB-16      |
| 2          | Valerio Agnoli (ITA)    | 71e        |
| 3          | Fabio Aru (ITA)*        | 3e         |
| 4          | Janez Brajkovič (SLO)   | AB-6       |
| 5          | Enrico Gasparotto (ITA) | 97e        |
| 6          | Borut Božič (SLO)       | 124e       |
| 7          | Mikel Landa (ESP)*      | 34e        |
| 8          | Paolo Tiralongo (ITA)   | 45e        |
| 9          | Andrey Zeits (KAZ)      | 102e       |

| AG2R La Mondiale # ALM | AG2R La Mondiale # ALM   | AG2R La Mondiale # ALM |
| ---------------------- | ------------------------ | ---------------------- |
| Num                    | Coureur                  | Pos                    |
| 11                     | Domenico Pozzovivo (ITA) | 5e                     |
| 12                     | Davide Appollonio (ITA)* | HD-11                  |
| 13                     | Julien Bérard (FRA)      | 70e                    |
| 14                     | Maxime Bouet (FRA)       | 38e                    |
| 15                     | Axel Domont (FRA)*       | 58e                    |
| 16                     | Hubert Dupont (FRA)      | 16e                    |
| 17                     | Patrick Gretsch (GER)    | 95e                    |
| 18                     | Matteo Montaguti (ITA)   | 44e                    |
| 19                     | Alexis Vuillermoz (FRA)  | 11e                    |

| Androni Giocattoli-Venezuela AND | Androni Giocattoli-Venezuela AND | Androni Giocattoli-Venezuela AND |
| -------------------------------- | -------------------------------- | -------------------------------- |
| Num                              | Coureur                          | Pos                              |
| 21                               | Franco Pellizotti (ITA)          | 12e                              |
| 22                               | Manuel Belletti (ITA)            | NP-14                            |
| 23                               | Marco Frapporti (ITA)            | 108e                             |
| 24                               | Yonder Godoy (VEN)*              | 76e                              |
| 25                               | Johnny Hoogerland (NED) (Route)  | 105e                             |
| 26                               | Marco Bandiera (ITA)             | 142e                             |
| 27                               | Jackson Rodríguez (VEN)          | 86e                              |
| 28                               | Diego Rosa (ITA)*                | AB-18                            |
| 29                               | Emanuele Sella (ITA)             | 63e                              |

| Bardiani CSF BAR | Bardiani CSF BAR                  | Bardiani CSF BAR |
| ---------------- | --------------------------------- | ---------------- |
| Num              | Coureur                           | Pos              |
| 31               | Stefano Pirazzi (ITA)             | 85e              |
| 32               | Enrico Battaglin (ITA)*           | 52e              |
| 33               | Nicola Boem (ITA)*                | 128e             |
| 34               | Francesco Manuel Bongiorno (ITA)* | 59e              |
| 35               | Marco Canola (ITA)                | 122e             |
| 36               | Sonny Colbrelli (ITA)*            | 94e              |
| 37               | Enrico Barbin (ITA)*              | 119e             |
| 38               | Nicola Ruffoni (ITA)*             | HD-11            |
| 39               | Edoardo Zardini (ITA)*            | 53e              |

| Belkin BEL | Belkin BEL               | Belkin BEL |
| ---------- | ------------------------ | ---------- |
| Num        | Coureur                  | Pos        |
| 41         | Wilco Kelderman (NED)*   | 7e         |
| 42         | Jetse Bol (NED)*         | 156e       |
| 43         | Rick Flens (NED)         | 132e       |
| 44         | Marc Goos (NED)*         | 35e        |
| 45         | Martijn Keizer (NED)     | 67e        |
| 46         | Steven Kruijswijk (NED)  | AB-9       |
| 47         | David Tanner (AUS)       | 130e       |
| 48         | Maarten Tjallingii (NED) | 92e        |
| 49         | Jos van Emden (NED)      | 107e       |

| BMC Racing BMC | BMC Racing BMC         | BMC Racing BMC |
| -------------- | ---------------------- | -------------- |
| Num            | Coureur                | Pos            |
| 51             | Cadel Evans (AUS)      | 8e             |
| 52             | Brent Bookwalter (USA) | 68e            |
| 53             | Yannick Eijssen (BEL)* | AB-10          |
| 54             | Ben Hermans (BEL)      | 72e            |
| 55             | Steve Morabito (SUI)   | 25e            |
| 56             | Daniel Oss (ITA)       | 103e           |
| 57             | Manuel Quinziato (ITA) | 112e           |
| 58             | Samuel Sánchez (ESP)   | 24e            |
| 59             | Danilo Wyss (SUI)      | 84e            |

| Cannondale CAN | Cannondale CAN             | Cannondale CAN |
| -------------- | -------------------------- | -------------- |
| Num            | Coureur                    | Pos            |
| 61             | Ivan Basso (ITA)           | 15e            |
| 62             | Oscar Gatto (ITA)          | 116e           |
| 63             | Michel Koch (GER)*         | 152e           |
| 64             | Paolo Longo Borghini (ITA) | 99e            |
| 65             | Alan Marangoni (ITA)       | 137e           |
| 66             | Moreno Moser (ITA)*        | 120e           |
| 67             | Daniele Ratto (ITA)*       | 126e           |
| 68             | Davide Villella (ITA)*     | AB-6           |
| 69             | Elia Viviani (ITA)*        | 145e           |

| Colombia COL | Colombia COL                       | Colombia COL |
| ------------ | ---------------------------------- | ------------ |
| Num          | Coureur                            | Pos          |
| 71           | Fabio Duarte (COL)                 | 28e          |
| 72           | Rodolfo Torres (COL)               | 81e          |
| 73           | Edwin Ávila (COL)*                 | HD-9         |
| 74           | Robinson Chalapud (COL)            | 75e          |
| 75           | Leonardo Duque (COL)               | 78e          |
| 76           | Jarlinson Pantano (COL)            | 32e          |
| 77           | Carlos Quintero (COL)              | 117e         |
| 78           | Jeffry Romero (COL)*               | 149e         |
| 79           | Miguel Ángel Rubiano (COL) (Route) | 101e         |

| FDJ.fr FDJ | FDJ.fr FDJ                    | FDJ.fr FDJ |
| ---------- | ----------------------------- | ---------- |
| Num        | Coureur                       | Pos        |
| 81         | Nacer Bouhanni (FRA)*         | 140e       |
| 82         | Sébastien Chavanel (FRA)      | 150e       |
| 83         | Arnaud Courteille (FRA)*      | AB-16      |
| 84         | Murilo Fischer (BRA)          | 135e       |
| 85         | Alexandre Geniez (FRA)        | 13e        |
| 86         | Johan Le Bon (FRA)*           | 89e        |
| 87         | Francis Mourey (FRA)          | 33e        |
| 88         | Laurent Pichon (FRA)          | 129e       |
| 89         | Jussi Veikkanen (FIN) (Route) | 109e       |

| Garmin-Sharp GRS | Garmin-Sharp GRS        | Garmin-Sharp GRS |
| ---------------- | ----------------------- | ---------------- |
| Num              | Coureur                 | Pos              |
| 91               | Ryder Hesjedal (CAN)    | 9e               |
| 92               | André Cardoso (POR)     | 20e              |
| 93               | Thomas Dekker (NED)     | AB-16            |
| 94               | Tyler Farrar (USA)      | 147e             |
| 95               | Koldo Fernández (ESP)   | HD-1             |
| 96               | Nathan Haas (AUS)*      | 104e             |
| 97               | Daniel Martin (IRL)     | AB-1             |
| 98               | Dylan van Baarle (NED)* | NP-15            |
| 99               | Fabian Wegmann (GER)    | AB-11            |

| Lampre-Merida LAM | Lampre-Merida LAM        | Lampre-Merida LAM |
| ----------------- | ------------------------ | ----------------- |
| Num               | Coureur                  | Pos               |
| 100               | Damiano Cunego (ITA)     | 19e               |
| 101               | Winner Anacona (COL)     | 62e               |
| 102               | Matteo Bono (ITA)        | 77e               |
| 103               | Mattia Cattaneo (ITA)*   | 64e               |
| 104               | Roberto Ferrari (ITA)    | 144e              |
| 105               | Manuele Mori (ITA)       | 118e              |
| 106               | Przemysław Niemiec (POL) | 49e               |
| 107               | Jan Polanc (SLO)*        | 42e               |
| 109               | Diego Ulissi (ITA)*      | NP-18             |

| Lotto-Belisol LTB | Lotto-Belisol LTB         | Lotto-Belisol LTB |
| ----------------- | ------------------------- | ----------------- |
| Num               | Coureur                   | Pos               |
| 111               | Maxime Monfort (BEL)      | 14e               |
| 112               | Lars Bak (DEN)            | 56e               |
| 113               | Kenny Dehaes (BEL)        | HD-19             |
| 114               | Gert Dockx (BEL)          | 115e              |
| 115               | Adam Hansen (AUS)         | 73e               |
| 116               | Sander Armée (BEL)        | 47e               |
| 117               | Tosh Van der Sande (BEL)* | 93e               |
| 118               | Tim Wellens (BEL)*        | 54e               |
| 119               | Dennis Vanendert (BEL)    | NP-14             |

| Movistar MOV | Movistar MOV                     | Movistar MOV |
| ------------ | -------------------------------- | ------------ |
| Num          | Coureur                          | Pos          |
| 121          | Nairo Quintana (COL)*            | 1er          |
| 122          | Andrey Amador (CRC)              | 110e         |
| 123          | Igor Antón (ESP)                 | 37e          |
| 124          | Eros Capecchi (ITA)              | 79e          |
| 125          | Jonathan Castroviejo (ESP) (Clm) | 57e          |
| 126          | José Herrada (ESP)               | 23e          |
| 127          | Gorka Izagirre (ESP)             | 83e          |
| 128          | Francisco Ventoso (ESP)          | 125e         |
| 129          | Adriano Malori (ITA)             | 121e         |

| Neri Sottoli NRI | Neri Sottoli NRI         | Neri Sottoli NRI |
| ---------------- | ------------------------ | ---------------- |
| Num              | Coureur                  | Pos              |
| 131              | Matteo Rabottini (ITA)   | 17e              |
| 132              | Giorgio Cecchinel (ITA)* | NP-6             |
| 133              | Ramón Carretero (PAN)*   | AB-7             |
| 134              | Francesco Chicchi (ITA)  | NP-9             |
| 135              | Daniele Colli (ITA)      | AB-16            |
| 136              | Andrea Fedi (ITA)*       | 148e             |
| 137              | Mauro Finetto (ITA)      | AB-16            |
| 138              | Jonathan Monsalve (VEN)* | 66e              |
| 139              | Simone Ponzi (ITA)       | 106e             |

| Omega Pharma-Quick Step OPQ | Omega Pharma-Quick Step OPQ | Omega Pharma-Quick Step OPQ |
| --------------------------- | --------------------------- | --------------------------- |
| Num                         | Coureur                     | Pos                         |
| 141                         | Rigoberto Urán (COL)        | 2e                          |
| 142                         | Gianluca Brambilla (ITA)    | 29e                         |
| 143                         | Thomas De Gendt (BEL)       | 65e                         |
| 144                         | Iljo Keisse (BEL)           | 139e                        |
| 145                         | Serge Pauwels (BEL)         | 31e                         |
| 146                         | Alessandro Petacchi (ITA)   | AB-16                       |
| 147                         | Wout Poels (NED)            | 21e                         |
| 148                         | Pieter Serry (BEL)          | 74e                         |
| 149                         | Julien Vermote (BEL)*       | 88e                         |

| Orica-GreenEDGE OGE | Orica-GreenEDGE OGE            | Orica-GreenEDGE OGE |
| ------------------- | ------------------------------ | ------------------- |
| Num                 | Coureur                        | Pos                 |
| 151                 | Ivan Santaromita (ITA) (Route) | NP-18               |
| 152                 | Luke Durbridge (AUS)*          | AB-11               |
| 153                 | Michael Hepburn (AUS)* (Clm)   | 154e                |
| 154                 | Brett Lancaster (AUS)          | NP-7                |
| 155                 | Michael Matthews (AUS)*        | NP-11               |
| 156                 | Cameron Meyer (AUS)            | NP-8                |
| 157                 | Mitchell Docker (AUS)          | AB-15               |
| 158                 | Svein Tuft (CAN)               | 155e                |
| 159                 | Pieter Weening (NED)           | AB-14               |

| Europcar EUC | Europcar EUC                  | Europcar EUC |
| ------------ | ----------------------------- | ------------ |
| Num          | Coureur                       | Pos          |
| 161          | Pierre Rolland (FRA)          | 4e           |
| 162          | Yukiya Arashiro (JPN) (Route) | 127e         |
| 163          | Angélo Tulik (FRA)*           | 123e         |
| 164          | Tony Hurel (FRA)              | 134e         |
| 165          | Davide Malacarne (ITA)        | 39e          |
| 166          | Maxime Méderel (FRA)          | AB-7         |
| 167          | Perrig Quéméneur (FRA)        | 80e          |
| 168          | Romain Sicard (FRA)           | 51e          |
| 169          | Björn Thurau (GER)            | AB-16        |

| Giant-Shimano GIA | Giant-Shimano GIA        | Giant-Shimano GIA |
| ----------------- | ------------------------ | ----------------- |
| Num               | Coureur                  | Pos               |
| 171               | Marcel Kittel (GER)      | NP-4              |
| 172               | Bert De Backer (BEL)     | 133e              |
| 173               | Simon Geschke (GER)      | 69e               |
| 174               | Tobias Ludvigsson (SWE)* | AB-12             |
| 175               | Luka Mezgec (SLO)        | 136e              |
| 176               | Georg Preidler (AUT)*    | 27e               |
| 177               | Tom Stamsnijder (NED)    | 143e              |
| 178               | Albert Timmer (NED)      | 87e               |
| 179               | Tom Veelers (NED)        | 146e              |

| Katusha KAT | Katusha KAT             | Katusha KAT |
| ----------- | ----------------------- | ----------- |
| Num         | Coureur                 | Pos         |
| 181         | Joaquim Rodríguez (ESP) | NP-7        |
| 182         | Maxim Belkov (RUS)      | 90e         |
| 183         | Giampaolo Caruso (ITA)  | AB-6        |
| 184         | Vladimir Gusev (RUS)    | 60e         |
| 185         | Alberto Losada (ESP)    | 36e         |
| 186         | Daniel Moreno (ESP)     | 41e         |
| 187         | Luca Paolini (ITA)      | 111e        |
| 188         | Ángel Vicioso (ESP)     | AB-6        |
| 189         | Eduard Vorganov (RUS)   | 55e         |

| Sky SKY | Sky SKY                          | Sky SKY |
| ------- | -------------------------------- | ------- |
| Num     | Coureur                          | Pos     |
| 191     | Dario Cataldo (ITA)              | 26e     |
| 192     | Edvald Boasson Hagen (NOR) (Clm) | NP-16   |
| 193     | Philip Deignan (IRL)             | 43e     |
| 194     | Bernhard Eisel (AUT)             | 138e    |
| 195     | Sebastián Henao (COL)*           | 22e     |
| 196     | Christopher Sutton (AUS)         | 153e    |
| 197     | Salvatore Puccio (ITA)*          | 98e     |
| 198     | Kanstantsin Siutsou (BLR) (Clm)  | AB-14   |
| 199     | Ben Swift (GBR)                  | 113e    |

| Tinkoff-Saxo TCS | Tinkoff-Saxo TCS               | Tinkoff-Saxo TCS |
| ---------------- | ------------------------------ | ---------------- |
| Num              | Coureur                        | Pos              |
| 201              | Nicolas Roche (IRL)            | 30e              |
| 202              | Christopher Juul Jensen (DEN)* | 100e             |
| 203              | Rafał Majka (POL)*             | 6e               |
| 204              | Evgueni Petrov (RUS)           | 48e              |
| 205              | Paweł Poljański (POL)*         | 50e              |
| 206              | Ivan Rovny (RUS)               | 46e              |
| 207              | Chris Anker Sørensen (DEN)     | NP-12            |
| 208              | Jay McCarthy (AUS)*            | 91e              |
| 209              | Michael Rogers (AUS)           | 18e              |

| Trek Factory Racing TFR | Trek Factory Racing TFR          | Trek Factory Racing TFR |
| ----------------------- | -------------------------------- | ----------------------- |
| Num                     | Coureur                          | Pos                     |
| 211                     | Robert Kišerlovski (CRO) (Route) | 10e                     |
| 212                     | Eugenio Alafaci (ITA)*           | 151e                    |
| 213                     | Julián Arredondo (COL)*          | 61e                     |
| 214                     | Fabio Felline (ITA)*             | 96e                     |
| 215                     | Danilo Hondo (GER)               | 114e                    |
| 216                     | Giacomo Nizzolo (ITA)*           | 141e                    |
| 217                     | Boy van Poppel (NED)             | 131e                    |
| 218                     | Fumiyuki Beppu (JPN)             | 82e                     |
| 219                     | Riccardo Zoidl (AUT) (Route)     | 40e                     |